# Toldalékcső

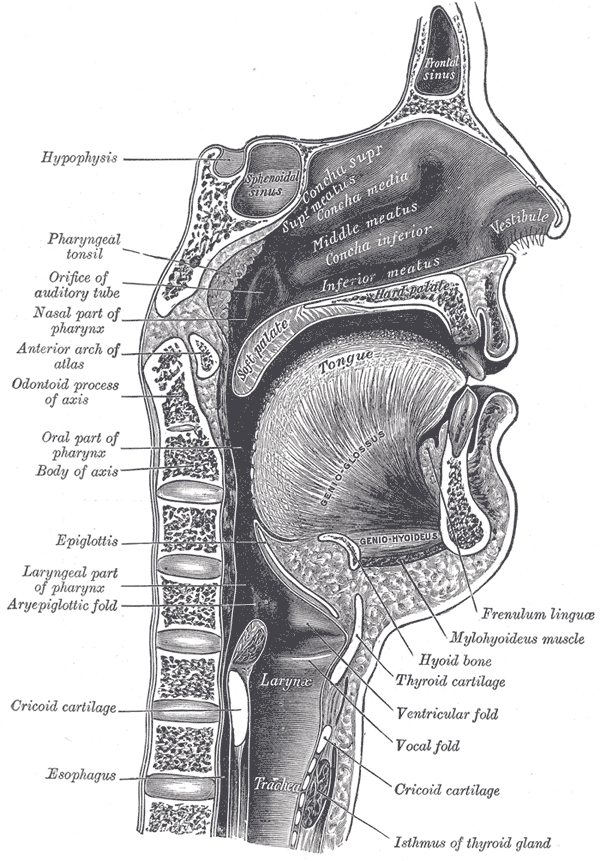
Az emberi toldalékcső szagittális metszete

A toldalékcső (más néven hangcsatorna, artikulációs csatorna, vokális traktus, szupraglottális üregrendszer, rezonátorrendszer) a hangképző szerveknek a hangszalagok fölötti részétől az ajkakig terjedő részeit jelenti: azt az üreget, amely a gégefőben létrehozott hangot megszűri és megformálja. A hangszalagok és a köztük lévő hangrés ugyanis differenciálatlan hangot képez, mely az ajakformálással, a különböző nyelvállásokkal, állkapocsállásokkal stb. formálódik differenciált hangokká.
Elsősorban három üreg alkotja: a garatüreg, a szájüreg és az orrüreg, valamint pár további testrész, amelyek ezek mentén és körül helyezkednek el: állkapocs, ajkak, pitvar (a fogsor előtti rész), fogak, nyelv, kemény és lágy szájpadlás, nyelvcsap (ínycsap, ínyvitorla). A toldalékcső a légzőszervekkel (légcső, tüdő, rekeszizom), a gégefővel és a hallószervekkel – és mindezek vezérlőjével, az aggyal – együttesen teszi lehetővé a beszédet.
A toldalékcső becsült hossza felnőtt férfiaknál 16,9 cm, felnőtt nőknél 14,1 cm. A zárt toldalékcső térfogatát átlagosan 130 cm³-re becsülik a nőknél és 170 cm³-re a férfiaknál.

## Megjegyzés
A vokális traktus nem tévesztendő össze a vokális csatornával.